# WKPL
Koordinaten: 40° 46′ 9″ N, 80° 16′ 56″ W
WKPL oder WKPL-FM (Branding: „The Pickle“) ist ein US-amerikanischer kommerzieller Hörfunksender mit einem Classic Hits-Sendeformat aus Ellwood City im US-Bundesstaat Pennsylvania. WKPL sendet auf der UKW-Frequenz 92,1 MHz. Eigentümer und Betreiber ist Keymarket Licenses, LLC.